# Гостенево
Гостенево — деревня в Старицком районе Тверской области, входит в состав Емельяновского сельского поселения.

## География
Расположена в 12 на юго-запад от центроа поселения села Емельяново и в 25 км на восток от райцентра Старицы.

## История
С 1929 года деревня входила в состав Леушинского сельсовета Емельяновского района Тверского округа Московской области, с 1935 года — в составе Калининской области, с 1956 года — в составе Старицкого района, с 1994 года — центр Гостеневского сельского округа, с 2005 года — в составе Емельяновского сельского поселения. 
В годы Советской власти в деревне располагалось правление колхоза «Ленинское знамя».
До 2007 года в деревне действовала Гостеневская основная общеобразовательная школа.

## Население
| 1997 | 2008 | 2010 |
| ---- | ---- | ---- |
| 258  | ↘245 | ↘212 |

## Инфраструктура
В деревне имеются фельдшерско-акушерский пункт, отделение почтовой связи.